# Soleil Borda
Pour les articles homonymes, voir Borda.
 (janvier 2017).
Soleil Borda (née le 24 décembre 1995) est une actrice américaine. Elle est surtout connue pour le rôle de Tina Miller dans la télé-série Une famille presque parfaite. Elle a également joué le rôle d'Emma dans According to Jim.

## Filmographie
- Une famille presque parfaite : Tina Miller
- According to Jim : Emma